# Gizeux

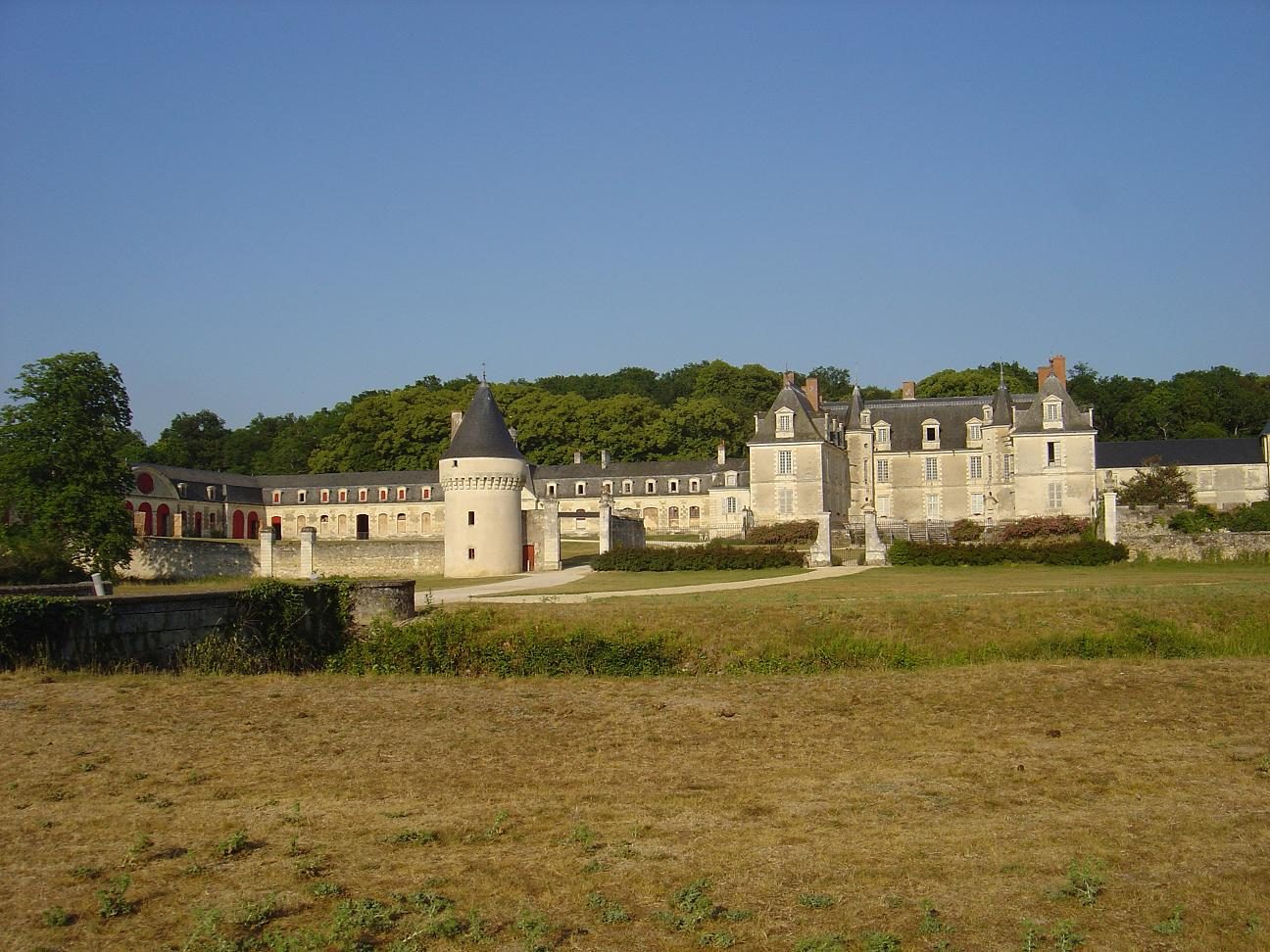
Il castello di Gizeux

Gizeux è un comune francese di 490 abitanti situato nel dipartimento dell'Indre e Loira nella regione del Centro-Valle della Loira.

## Società

### Evoluzione demografica
Abitanti censiti